# The Tide Is High
The Tide Is High is een nummer van de Jamaicaanse reggaeband The Paragons uit 1967, geschreven door John Holt. Eind oktober 1980 bracht de Amerikaanse band Blondie een cover van het nummer uit, als eerste single van hun vijfde studioalbum Autoamerican.

## Achtergrond
Hoewel de originele versie van The Paragons nergens de hitlijsten behaalde, werd de versie van Blondie een wereldwijde hit. De plaat was goed voor een nummer 1-positie in de Amerikaanse Billboard Hot 100.
In Nederland was de plaat op vrijdag 24 oktober 1980 Veronica Alarmschijf op Hilversum 3 en werd een hit in de destijds drie landelijke hitlijsten op de nationale publieke popzender. De plaat bereikte de 4e positie in de Nederlandse Top 40, de 5e positie in de Nationale Hitparade en piekte op de 3e positie in de TROS Top 50. In de Europese hitlijst op Hilversum 3, de TROS Europarade, werd eveneens de 3e positie behaald.
In België bereikte de plaat de 4e positie in de voorloper van 
de Vlaamse Ultratop 50 en de 3e positie in de Vlaamse Radio 2 Top 30. In Wallonië werd géén notering behaald.

## NPO Radio 2 Top 2000
| Nummer met noteringen in de NPO Radio 2 Top 2000 | '99  | '00  | '01  | '02  | '03  | '04 | '05  | '06  | '07 | '08  |
| ------------------------------------------------ | ---- | ---- | ---- | ---- | ---- | --- | ---- | ---- | --- | ---- |
| The Tide Is High                                 | 1454 | 1475 | 1659 | 1059 | 1079 | 963 | 1554 | 1935 | -   | 1764 |

1. ↑  Een '-' betekent dat het nummer niet was genoteerd en een vetgedrukt getal geeft de hoogste notering aan.
2. ↑  Deze tabel is bijgewerkt tot en met de laatste editie (2024).

## Atomic Kitten
In augustus 2002 bracht de Britse meidengroep Atomic Kitten een R&B-cover van het nummer uit, getiteld The Tide Is High (Get the Feeling). Dit als tweede single van hun tweede studioalbum Feels So Good. Aan de cover werd een nieuwe bridge toegevoegd. Ook de versie van Atomic Kitten werd een grote hit in Europa, in sommige landen was het zelfs succesvoller dan de versie van Blondie. In thuisland het Verenigd Koninkrijk bereikte het de nummer 1-positie in de UK Singles Chart, wat bij de versie van Blondie ook het geval was. 
In Nederland bereikte de single de 3e positie in de Nederlandse Top 40 op destijds Radio 538 en piekte op de 2e positie in de publieke hitlijst; destijds de Mega Top 100 op Radio 3FM.
In België bereikte deze versie de 5e positie in zowel de Vlaamse Ultratop 50 als de Vlaamse Radio 2 Top 30 en de 33e positie in de Waalse Ultratop 50.
Atomic Kitten heeft ook een Spaanstalige versie van het nummer gemaakt, getiteld Ser tu pasión.